# Couëtron-au-Perche
Couëtron-au-Perche ist eine französische Gemeinde mit 1.045 Einwohnern (Stand: 1. Januar 2022) im Département Loir-et-Cher in der Region Centre-Val de Loire. Die Gemeinde gehört zum Arrondissement Vendôme und zum Kanton Le Perche.
Zum 1. Januar 2018 wurde Couëtron-au-Perche als Commune nouvelle aus den bis dahin eigenständigen Gemeinden Arville, Oigny, Saint-Agil, Saint-Avit und Souday gebildet. Der Verwaltungssitz befindet sich in der Ortschaft Souday.

## Geographie
Couëtron-au-Perche liegt etwa 55 Kilometer östlich von Le Mans. Das Gemeindegebiet wird vom namengebenden Flüsschen Couëtron durchquert. Umgeben wird Couëtron-au-Perche von den Nachbargemeinden Melleray im Norden und Nordwesten, Le Plessis-Dorin und Chapelle-Guillaume im Norden, La Bazoche-Gouet im Nordosten, Le Gault-du-Perche im Osten und Nordosten, La Fontenelle im Osten, Boursay im Südosten, Choue und Baillou im Süden, Valennes im Südwesten sowie Vibraye im Westen.

## Gliederung
| Ortsteil                 | ehemaliger INSEE-Code | Fläche (km²) | Einwohnerzahl zum 1. Januar 2022 |
| ------------------------ | --------------------- | ------------ | -------------------------------- |
| Arville                  | 41005                 | 09,75        | 093                              |
| Oigny                    | 41165                 | 09,86        | 089                              |
| Saint-Agil               | 41197                 | 15,61        | 276                              |
| Saint-Avit               | 41202                 | 14,83        | 095                              |
| Souday (Verwaltungssitz) | 41248                 | 36,42        | 492                              |

## Sehenswürdigkeiten

### Arville
Die Kommende des Templerordens in Arville wurde im frühen 12. Jahrhundert von Tempelrittern in einem Waldstück gebaut, das ihnen Gottfried III., Graf von Mondoubleau schenkte. Die Kommende wurde als Hofgut bewirtschaftet und diente auch der Anwerbung und Ausbildung von neuen Tempelrittern. Die Templer bewirtschafteten die Kommende bis zur Auflösung des Ordens durch Philippe IV., der sie der Ketzerei beschuldigte.
Danach kam das Gut in die Hände des Johanniterordens, die die Kommende bis zur Französischen Revolution bewirtschafteten. Der Ort wurde als nationales Eigentum beschlagnahmt und an Bauern verkauft, die sich hier ansiedelten. 1979 kaufte der Gemeindeverband Collines du Perche die Kommende und ließ sie restaurieren. Heute ist der als Monument historique klassifizierte Gebäudekomplex ein Museum. Besonders ist insbesondere der Taubenturm der Kommende.

### Oigny
- Kirche Notre-Dame

### Saint-Agil
- Kirche Saint-Agil-et-Saint-Fiacre aus dem 12. Jahrhundert, Umbauten aus dem 16. Jahrhundert
- Schloss Saint-Agil, ursprünglich aus dem 13. Jahrhundert, spätere Umbauten bis 1720, seit 1926 Monument historique

### Saint-Avit
- Kirche

### Souday
- Kirche Saint-Pierre
- Schloss La Cour

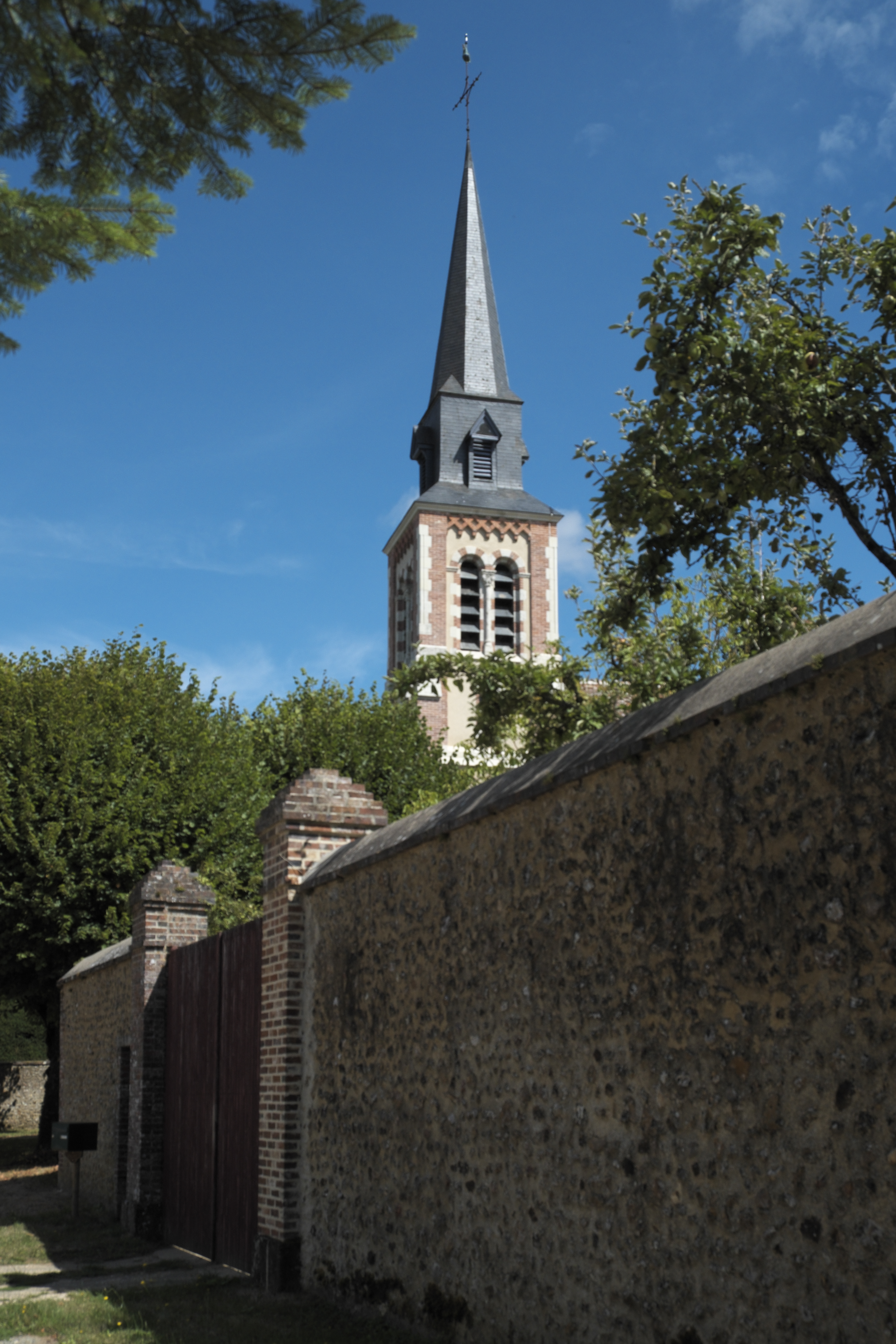
Kirche Saint-Agil-et-Saint-Fiacre in Saint-Agil
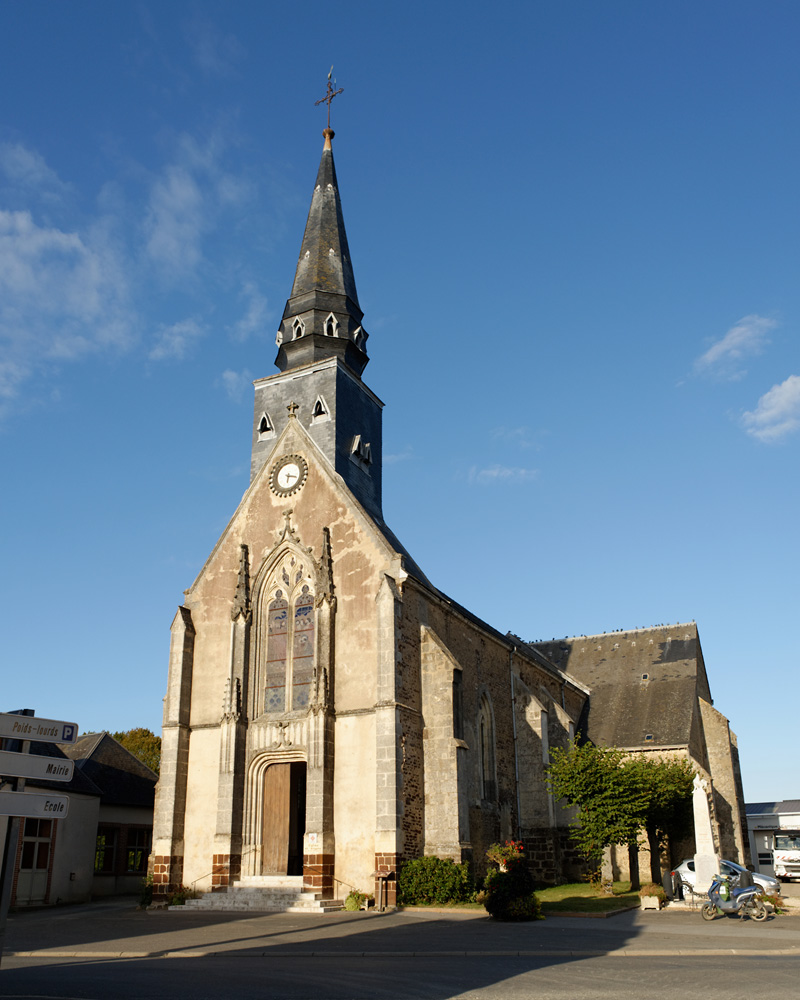
Kirche Saint-Pierre in Souday
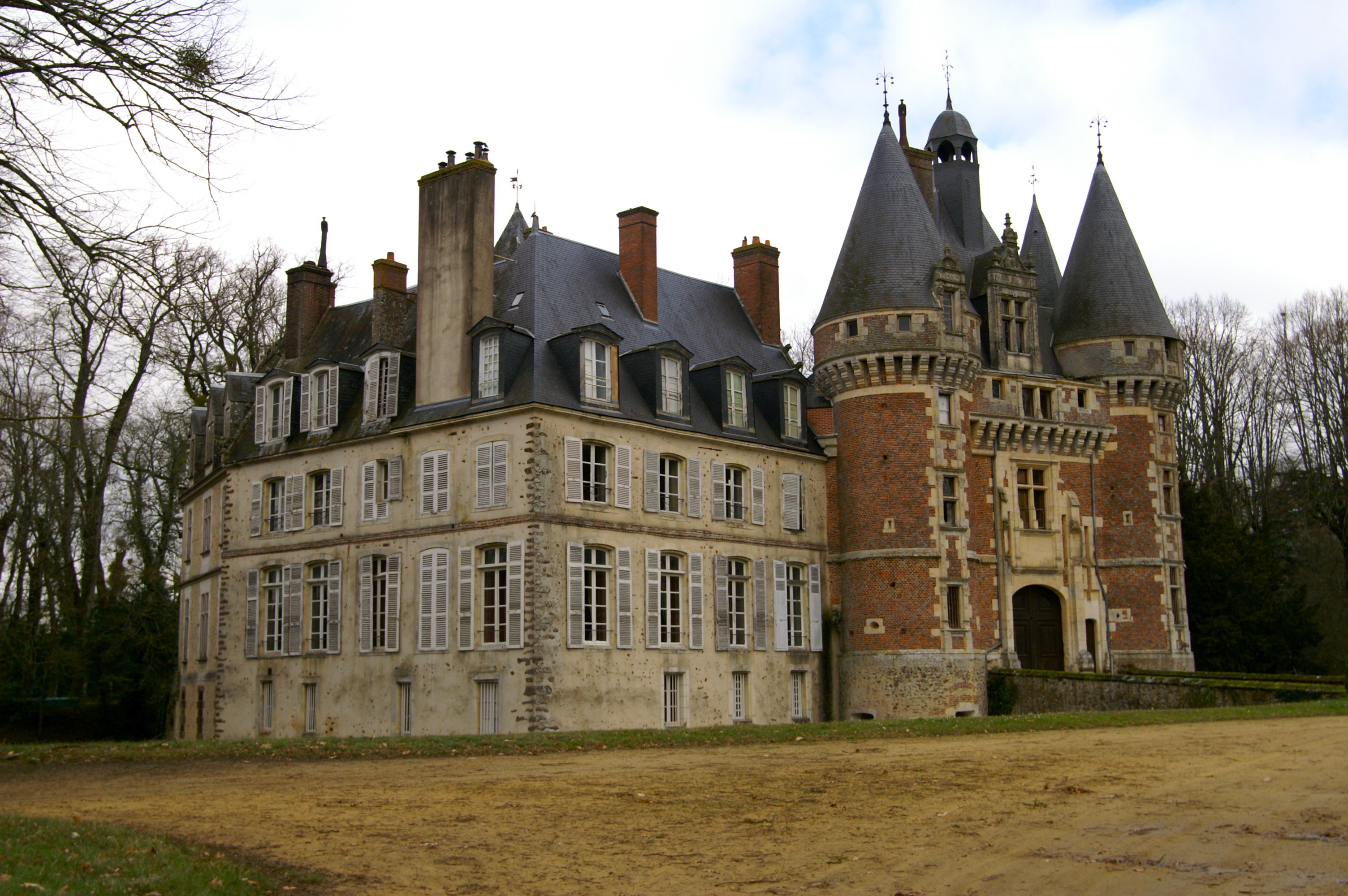
Schloss Saint-Agil

## Persönlichkeiten
- Jean du Bellay (1492/1498–1560), Kleriker und Diplomat